# Bolocera tuediae
Bolocera tuediae is een zeeanemonensoort uit de familie Actiniidae. Bolocera tuediae werd in 1832 voor het eerst wetenschappelijk beschreven door Johnston.

## Beschrijving
Deze grote zeeanemoon heeft een gladde, niet in regio's verdeelde zuil. De tentakels zijn lang en stevig, sierlijk in volledige expansie, longitudinaal gegroefd in gedeeltelijke samentrekking, met een lichte maar duidelijke vernauwing rond de basis. Grootte tot 300 mm over tentakels. De kleur varieert van bleek witachtig, roze of bleekgeel tot oranje, soms met donkere markeringen rond de basis van de tentakels. Deze grote en opvallende anemoon is in staat zijn tentakels af te werpen en ze af te knijpen door spieractie, vandaar de groef aan hun basis. Het dient vaak als schuilplaats voor andere dieren, zoals de zeekrab Lithodes maja of de garnaal Spirontocaris lilljeborgii.

## Distributie
Bolocera tuediae is algemeen verspreid over de Noord-Atlantische Oceaan, van het noorden tot de poolcirkel en van het oosten tot Noord-Amerika. Is ook opgenomen van alle kusten van Groot-Brittannië, maar zeldzaam in het zuiden. Deze anemoonsoort wordt gevonden in beschutte leefomgevingen vastgemaakt aan rotsen, stenen, schelpen, enz. Van ongeveer 20 meter tot zeer diep water (2 km).